# Laupuksenmaa
Laupuksenmaa är en halvö i Finland. Den ligger i landskapet Egentliga Finland, i den sydvästra delen av landet, 190 km väster om huvudstaden Helsingfors. Laupusenmaa ligger på ön Gustavs.